# Política de seguretat
Una política de seguretat és un pla d'acció definit per preservar la integritat i la continuïtat d'un grup social. Reflecteix la visió estratègica de la direcció de l'organisme (PIME, indústria, administració, estat, unions d'estats…).

## Objectius
Una política de seguretat té l'objectiu de definir:
- les grans orientacions i els principis genèrics a aplicar, tècnics i organitzatius;
- els responsables;
- l'organització dels diferents actors

## Principals dominis
Els principals dominis d'una política de seguretat són :
- la seguretat interior: «Política de seguretat pública», anomenada també «política de seguretat interior»[1]
- la seguretat nacional: «Política de defensa», anomenada també «política de seguretat nacional»
- la seguretat viària: «Política de seguretat viària»[2]
- la seguretat sanitària
- la seguretat de la informació: «Política de seguretat de la informació», anomenada també «política de seguretat de sistemes d'informació (i declinable en política de seguretat informàtica, i a també en una o diverses «polítiques de seguretat de sistemes» i «política de seguretat de la xarxa»)